# Кармен, Эрик
Эрик Говард Кармен (англ. Eric Howard Carmen; 11 августа 1949, Кливленд, Огайо — 10 марта 2024, Парадайс-Валли) — американский певец, поэт-песенник, клавишник и гитарист.
Достиг большого успеха с несколькими песнями, ставшими хитами в 1970-х и 1980-х годах, сперва как участник группы Raspberries, а затем решив заняться сольной карьерой. Среди исполняемых Карменом песен такие хиты, как «All by Myself», «Never Gonna Fall in Love Again», «She Did It», «Hungry Eyes», и «Make Me Lose Control».

## Биография

### Ранние годы
Потомок еврейских эмигрантов из России. Родился в Кливленде. Детство будущего музыканта проходило в городке Линдхёрст. Увлечение музыкой началось очень рано: уже в трёхлетнем возрасте Эрик занимается по программе ритмической гимнастики Кливлендского института музыки (Cleveland Institute of Music). В шесть лет берёт уроки скрипки у своей тети Мэриэл Кармен (Muriel Carmen) — скрипача Кливлендского оркестра. В одиннадцатилетнем возрасте играет на фортепиано и мечтает о сочинении своих собственных песен. Появление в США с концертами таких групп как «Битлз» и «Роллинг Стоунз» немного изменили его мечты, так что на момент учёбы на втором курсе линдхёрстской Высшей школы (Charles F. Brush High School) Эрик Кармен становится клавишником и вокалистом рок-н-рольной группы.
Вдобавок к обучению по классу фортепиано, Эрик стал гитаристом-самоучкой. В 15 лет он начал брать уроки на гитаре, но, осознав, что методы учителя не дают желаемых результатов, решил научиться сам. Что он и сделал, купив книгу с аккордами песен «Битлз» и освоил её за четыре месяца.

### В группе Raspberries
Во время учёбы в частном католическом университете Джона Кэррола (John Carroll University) Эрик Кармен серьёзно решает стать музыкантом. Он присоединяется к группе «Cyrus Erie», которая записала несколько не ставших успешными синглов для «Epic records». Гитарист этой группы Уолли Брисон (Wally Bryson) со своими друзьями Джимом Бонфанти (Jim Bonfanti) и Дэйвом Смолли (Dave Smalley) также играл в одной из наиболее популярных кливлендских групп того периода, «The Choir», которая в 1967 году добилась успеха в малом национальном хит-параде с синглом «It’s Cold Outside».
В конце 1960-х годов «Cyrus Erie» и «The Choir» распались, и Кармен, Брисон, Бонфанти и Смолли создали группу «The Raspberries», ставшую в США одним из лидеров стиля пауэр-поп. Кармен стал основным вокалистом, а также автором (иногда соавтором) всех хитов группы. После распада «The Raspberries» в 1975 году Эрик Кармен начал сольную карьеру, отойдя в творчестве от элементов хард-рока и сделав акцент в пользу софт-рока и баллад, что было отличительным стилем его песен в альбомах «The Raspberries».
В 2004 году Кармен вместе с бывшими членами «The Raspberries» объединились для серии выступлений, прошедших по городам Соединённых Штатов. В этом туре был записан живой альбом хитов группы на «The House of Blues» (Sunset Strip, Hollywood, California). И шоу, и альбом заслужили восторженное одобрение критиков.

### Сольная карьера
Первые два сингла стали хитами хит-парадов в 1976 году. Они оба были написаны под влиянием произведений Сергея Рахманинова. Первый из синглов («All by Myself»), основанный на Концерте для фортепиано с оркестром № 2, стал хитом № 2 в США и № 12 — в Великобритании. Было распродано свыше миллиона копий сингла, а Американская ассоциация звукозаписывающих компаний наградила его «золотым» статусом в апреле 1976 года. Следующий сингл («Never Gonna Fall in Love Again»), за основу которого была взята медленная часть основной темы Симфонии № 2 ми минор, достиг одиннадцатого места в Billboard Hot 100 и первого места в US Adult Contemporary Chart и в Cash Box Chart.
Эрик Кармен скончался в марте 2024 года: 11 марта его жена Эми написала, что он умер во сне в минувшие выходные, причину смерти она не назвала.

## Дискография

### Raspberries
- Raspberries (1972) US № 51
- Fresh Raspberries (1972) US № 36
- Side 3 (1973) US № 128
- Starting Over (1974) US № 143
- Raspberries' Best Featuring Eric Carmen (1976) US № 138
- Live on Sunset Strip (2007)

### Сольные альбомы
- Eric Carmen (1975) US № 21
- Boats Against the Current (1977) US № 45
- Change of Heart (1978) US № 137
- Tonight You’re Mine (1980) US № 160
- Eric Carmen (1984)
- The Best of Eric Carmen (1988) US № 64
- Definitive Collection (1997)
- I Was Born to Love You (2000)
- The Essential Eric Carmen (2014)

### Сольные синглы
- «All by Myself» (1975)
- «Never Gonna Fall in Love Again» (1976)
- «Sunrise» (1976)
- «That’s Rock and Roll» (1976)
- «She Did It» (1977)
- «Boats Against the Current» (1977)
- «Marathon Man» (1977)
- «Change of Heart» (1978)
- «Haven’t We Come a Long Way» (1978)
- «End of the World» (1978)
- «It Hurts Too Much» (1980)
- «All for Love» (1980)
- «Foolin’ Myself» (1980)
- «I Wanna Hear it from Your Lips» (1984)
- «I’m Through with Love» (1984)
- «The Rock Stops Here» (1986)
- «Hungry Eyes» (1987)
- «Make Me Lose Control» (1988)
- «Reason to Try» (1989)
- «My Heart Stops» (1991)
- «Brand New Year» (2013)